# نظرية الوراثة المزدوجة

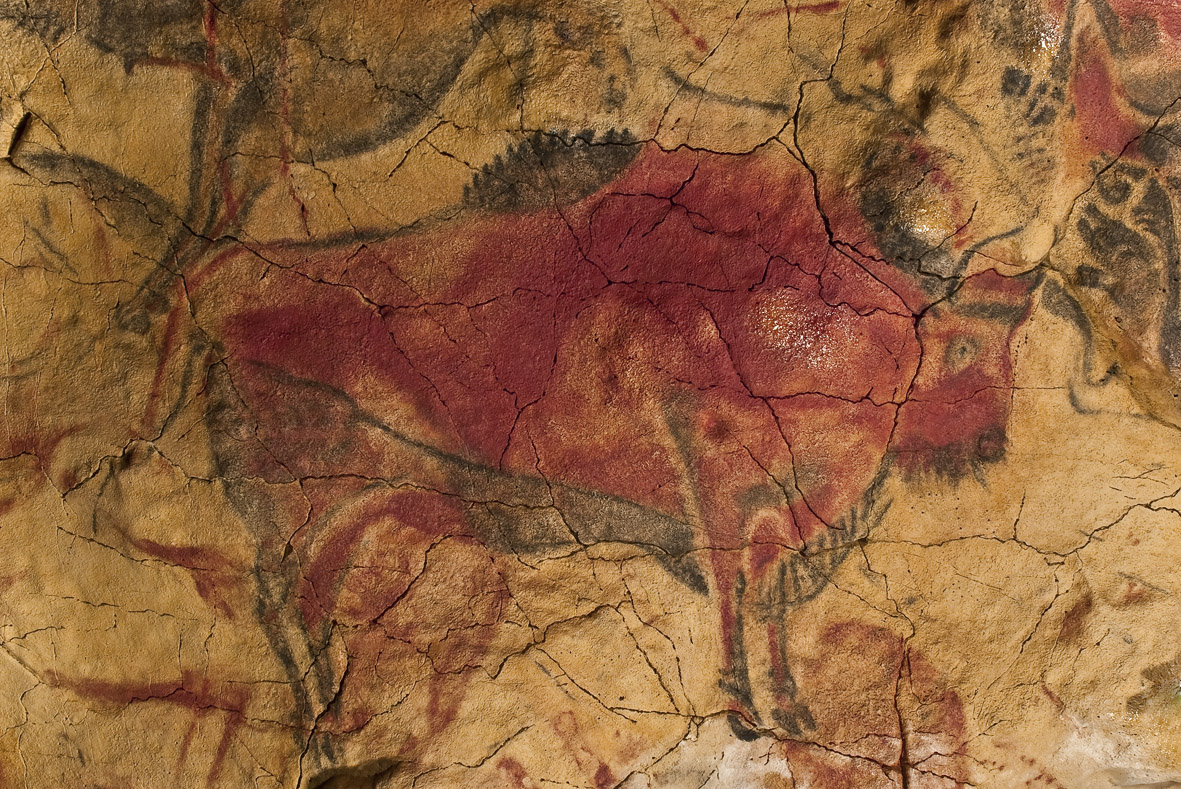

نظرية الوراثة المزدوجة (بالإنجليزية: dual inheritance theory)‏ التي يُعرف أيضاً بالتطور الجيني الثقافي المشترك (بالإنجليزية: gene–culture coevolution)‏ والتطور الثقافي الحيوي (بالإنجليزية: biocultural evolution)‏، تم تطوريها في أواخر السبعينات وأوائل الثمانينات كي تفسر سلوك الإنسان كنتيجة لسيرورتان تطوريتان مختلفتان تتفاعلان مع بعضهما البعض: التطور الجيني والتطور الثقافي. بنظرية الوراثة المزدوجة، تُعَرِّف الثقافة أو الحضارة على أنها معلومات وسلوكيات اكتسبت عن طريق التعلم الثقافي. من الادعاءات المحورية للنظرية هو أنَّ الحضارة تتطور جزئياً بواسطة سيرورة اصطفاء داروينية، التي يشرحها مُنَظِّرو الوراثة المزدوجة من خلال التشبيه بالتطور الجيني.
تُعرّف الثقافة في هذا السياق على أنها السلوك المكتسب اجتماعيًا، ويُعرّف التعلم الاجتماعي على أنه نسخ سلوكيات الآخرين أو اكتساب السلوكيات عن طريق تعلمها من الآخرين. تعتمد معظم النماذج التي تُجرى في هذا المجال على الديناميكية الأولى (النسخ) على الرغم من إمكانية توسيعها لتشمل التعليم. يتضمن التعلم الاجتماعي في أبسط صوره النسخ الأعمى للسلوكيات من نموذج (السلوك المرصود لأحد الأشخاص)، على الرغم من أنه يتضمن العديد من التحيزات المحتملة، بما في ذلك تحيز النجاح (تقليد أولئك الذين يُعتبرون أفضل حالًا)، وتحيز المكانة (تقليد ذوي المكانة الأعلى)، والهوموفيليا (تقليد أولئك الذين يشبهوننا كثيرًا)، والتحيز الممتثل (اختيار السلوكيات الخاصة بأكبر عدد من الأشخاص)، وما إلى ذلك. يُعتبر فهم التعلم الاجتماعي نظامًا من نسخ الأنماط، ويشمل فهم أن هناك معدلات نجاة مختلفة لمختلف المتغيرات الثقافية المكتسبة اجتماعيًا، وهذا يولد، بحكم التعريف، بنيةً تطورية: التطور الثقافي.
نظرًا لأن التطور الجيني مفهوم جيدًا، فإن معظم أبحاث دي آي تي تتمحور حول التطور الثقافي والتفاعلات بين التطور الثقافي والتطور الجيني.

## الأساس النظري
وفقًا لنظرية دي آي تي، تفاعل التطور الجيني والثقافي أثناء تطور الإنسان العاقل. الانتقاء الطبيعي للأنماط الجينية هو عنصر مهم في تطور السلوك البشري كما أن السمات الثقافية يمكن تقييدها بواسطة الضرورات الجينية. مع ذلك، فإن التطور الجيني قد منح الجنس البشري عملية تطورية موازية للتطور الثقافي. تقدم نظرية دي آي تي ثلاث ادعاءات رئيسية:

### القدرات الثقافية هي تكيفات
نشأت القدرة البشرية على تخزين ونقل الثقافة من الآليات النفسية المتطورة وراثيًا. هذا يعني أنه في مرحلة ما أثناء تطور الجنس البشري، أصبح أحد أنواع التعلم الاجتماعي الذي يؤدي إلى التطور الثقافي التراكمي مفيدًا من الناحية التطورية.

### الثقافة تتطور
تؤدي عمليات التعلم الاجتماعي إلى التطور الثقافي. تنتقل السمات الثقافية بشكل مختلف عن السمات الوراثية، وبالتالي ينتج عنها تأثيرات سكانية مختلفة على التباين السلوكي.

### الجينات والثقافة تتطور معًا
تغير السمات الثقافية البيئات الاجتماعية والمادية التي يعمل عبرها الانتقاء الجيني. مثلًا، أدى التبني الثقافي للزراعة والألبان عند البشر إلى الانتقاء الجيني لصفات هضم النشا واللاكتوز على التوالي. كمثال آخر، من المحتمل أنه بمجرد أن أصبحت الثقافة قابلة للتكيف، أدى الانتقاء الجيني إلى تحسين البنية المعرفية التي تخزن المعلومات الثقافية وتنقلها. من المحتمل أن هذا التحسين أثر بشكل أكبر على طريقة تخزين الثقافة والتحيزات التي تحكم انتقالها.
تتوقع النظرية أيضًا أنه في مواقف معينة، قد ينتقي التطور الثقافي صفاتًا غير قابلة للتكيف وراثيًا. مثلًا، التحول الديموغرافي، الذي يصف انخفاض معدلات المواليد داخل المجتمعات الصناعية. يفترض باحثو النظرية أن التحول الديموغرافي قد يكون نتيجةً لتحيز السمعة الاجتماعية، إذ من المرجح أن يتم اختيار الأفراد الذين يتخلون عن التكاثر لصالح كسب تأثير في المجتمعات الصناعية كنماذج ثقافية.